# Лиманное (Серышевский район)
Лима́нное — село основанное в 1908-м году переселенцами из Белоруссии и Украины в Серышевском районе Амурской области России. Административный центр Лиманновского сельсовета.

## Геоография
Село Лиманное расположено к юго-востоку от посёлка Серышево, в 27 км к юго-востоку от автотрассы Чита — Хабаровск.
Расстояние до районного центра (через сёла Украинка и Верное) — 39 км.
От села Лиманное на север идёт дорога к селу Бичура Мазановского района, на восток — к селу Пушкино.

## Население
| 2002 | 2010 | 2012 | 2013 | 2014 | 2015 | 2016 |
| ---- | ---- | ---- | ---- | ---- | ---- | ---- |
| 507  | ↘327 | ↘301 | ↘289 | ↘282 | ↘276 | ↘265 |
| 2017 | 2018 |      |      |      |      |      |
| ↘258 | ↘241 |      |      |      |      |      |

## Улицы
- ул. Верхняя,
- ул. Нижняя,
- ул. Трудовая,
- ул. Центральная,
- ул. Школьная.

## Экономика
Сельскохозяйственные предприятия Серышевского района.